# سيزار هال
سيزار هال (بالإنجليزية: Caesar Hull)‏ (و. 1914 – 1940 م) هو ملاكم من جنوب إفريقيا، ولد في رودسيا، ويحمل رتبة عسكرية قائد سرب، توفي في Purley, London ‏، عن عمر يناهز 26 عاماً، بسبب قتل في معركة.

## التعليم
تعلم في St John's College ‏، وتعلم في St John's College (Johannesburg) ‏
.

## الخدمة العسكرية
خدم في سلاح الجو الملكي.

## جوائز
حصل على جوائز منها:
- Distinguished Flying Cross (United Kingdom) [الإنجليزية]‏[1]
- Mentioned in dispatches [الإنجليزية]‏[1]